# Nästrot
Nästrot (Neottia nidus-avis) är en växtart i familjen orkidéer. 

## Utseende
Nästrot har ett särpräglat utseende då hela växten saknar klorofyll. Ytterligare två svenska orkidéarter delar denna egenhet: korallrot (Corallorhiza trifida) samt skogsfru (Epipogium aphyllum).
Arten blir 10–40 centimeter hög och saknar riktiga blad men har flera bladslidor kring stjälken. Nästrot blommar i juni och har väldoftande blommor med samma ljusbruna färg som växten i övrigt. Blommornas form med en lång mot spetsen kluven läpp avslöjar artens släktskap med tvåblad (Listera ovata) och spindelblomster.

## Förväxlingsarter
Bör i blommande tillstånd inte kunna sammanblandas med någon annan art. Andra klorofyllösa orkidéarter är utseendemässigt helt olika nästroten. Den största förväxlingsrisken är då kanske snarare utblommade exemplar av den likaså klorofyllösa ljungväxten tallört
Monotropa hypopitys men den har runda, inte alls orkidélika kapslar med ett utskjutande stift.

## Ekologi
Ett vanligt missförstånd är att nästrot parasiterar på andra växter men i själva verket får den all sin näring av en svamp genom så kallad mykorrhiza. Namnet nästrot har den fått av att roten liknar ett trassligt fågelbo (jämför med engelskans "Bird's-nest Orchid" och det vetenskapliga artepitetet "nidus-avis": fågelbo) och detta beror just på att rötterna är specialiserade på att bilda mykorrhiza med svampmycel. Eftersom nästroten knappast kan erbjuda sin svamppartner något måste dock orkidéen lura in den i samarbetet och kan därmed sägas vara en parasit på mykorrhizasvampen. Samtliga orkidéarter behöver en symbios genom mykorrhiza för att frön ska kunna gro men endast ett mindre antal arter är, som nästroten, beroende av det även som fullvuxna individer. 

## Växtplats
Nästrot trivs bäst där det är skuggigt och fuktigt helst på kalkrik mulljord. Typiska växtplatser är lundar, skogskärr och örtrika granskogar. 

## Utbredning
I Sverige finns nästrot upp till Jämtland. Den kan vara lokalt ganska vanlig, framförallt där jorden är kalkhaltig men är för det mesta ganska sällsynt. I övriga Norden finns den även i Danmark, södra Norge och södra Finland. Världsutbredningen är ganska nordlig och omfattar Europa och Asien.